# 森田良行
森田 良行（もりた よしゆき、1930年1月2日 - ）は、日本の国語学者。早稲田大学名誉教授。東京生まれ。

## 略歴
早稲田大学大学院博士課程中退、高校教師を経て早稲田大学語学教育研究所教授、早稲田大学日本語研究教育センター初代所長、1995年「動詞の意味論的文法研究」で早稲田大学より文学博士の学位を取得。2000年定年、名誉教授。在職中は外国人留学生への日本語教育と日本人学生への日本語学の講義に携わった。2010年瑞宝中綬章受章。

## 著書

### 単著
- 平家物語の解釈と問題探求 有精堂出版 1962.9
- 基礎日本語 意味と使い方 1-3 角川書店 1977-1984 (角川小辞典)
- 日本語の発想 冬樹社 1981.3
- 日本語の表現 創林社 1983.12
- 誤用文の分析と研究 日本語学への提言 明治書院 1985.9
- 日本語をみがく小辞典 名詞篇 1987.10 (講談社現代新書)
- 日本語の類意表現 創拓社 1988.7
- 日本語をみがく小辞典 動詞篇 1988.10 (講談社現代新書)
- 基礎日本語辞典 角川書店 1989.6
- 日本語をみがく小辞典 形容詞・副詞篇 1989.10 (講談社現代新書)
- 日本語学と日本語教育 凡人社 1990.1
- 語彙とその意味 アルク 1991.2
- 言葉をみがく 日本語の持ち味、隠し味 創拓社 1992.10
- 言語活動と文章論 明治書院 1993.7
- 動詞の意味論的文法研究 明治書院 1994.4
- 日本語の視点 ことばを創る日本人の発想 創拓社 1995.2
- 意味分析の方法 理論と実践 ひつじ書房 1996.2
- 日本語をみがく 思いをうまく伝えるために PHP 1998.12
- 日本人の発想、日本語の表現 「私」の立場がことばを決める 1998.5 (中公新書)
- 日本語文法の発想 ひつじ書房 2002.1
- 外国人の誤用から分かる日本語の問題 明治書院 2005.5
- 話者の視点がつくる日本語 ひつじ書房 2006.12
- 日本語質問箱 2007.3 (角川ソフィア文庫)
- 助詞・助動詞の辞典 東京堂出版 2007.9
- 動詞・形容詞・副詞の事典 東京堂出版 2008.10
- ビミョーな違いがわかるコトバ辞典 三省堂 2009.8
- 日本語の慣用表現辞典 東京堂出版 2010.2

### 共編著
- 日本語表現文型 用例中心・複合辞の意味と用法 松木正恵共著 アルク 1990.9
- 三省堂類語新辞典 中村明、芳賀綏共編 三省堂 2005.11

## 記念論集
- 日本語研究と日本語教育 森田良行教授古稀記念論文集刊行会 明治書院 1999.11